# 옥곡초등학교 (전남)
옥곡초등학교는 대한민국 전라남도 광양시 옥곡면 원월리에 있는 공립 초등학교이다.

## 학교 연혁
- 1929년 6월 20일 옥곡공립보통학교 개교(설립인가 5월 30일)
- 1938년 4월 1일 옥곡공립심상소학교로 개칭
- 1941년 4월 1일 옥곡공립국민학교로 개칭
- 1981년 3월 10일 병설유치원 개원
- 1996년 3월 1일 옥곡초등학교로 개칭
- 1996년 3월 1일 죽양분교장 병합
- 2016년 3월 1일 제29대 임미리 교장 부임
- 2018년 2월 14일 제86회 2명 졸업 (총 8,196명)

## 참고 자료
- 옥곡초등학교 - 한국교육학술정보원 학교알리미